# Felice della Greca
Felice della Greca (*  16. November 1625 in Rom; † 18. August 1677 ebendort) war ein italienischer Architekt.

## Leben

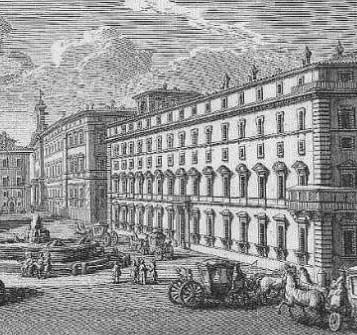
Palazzo Aldobrandini Chigi in einem Druck aus dem 18. Jahrhundert von Giuseppe Vasi

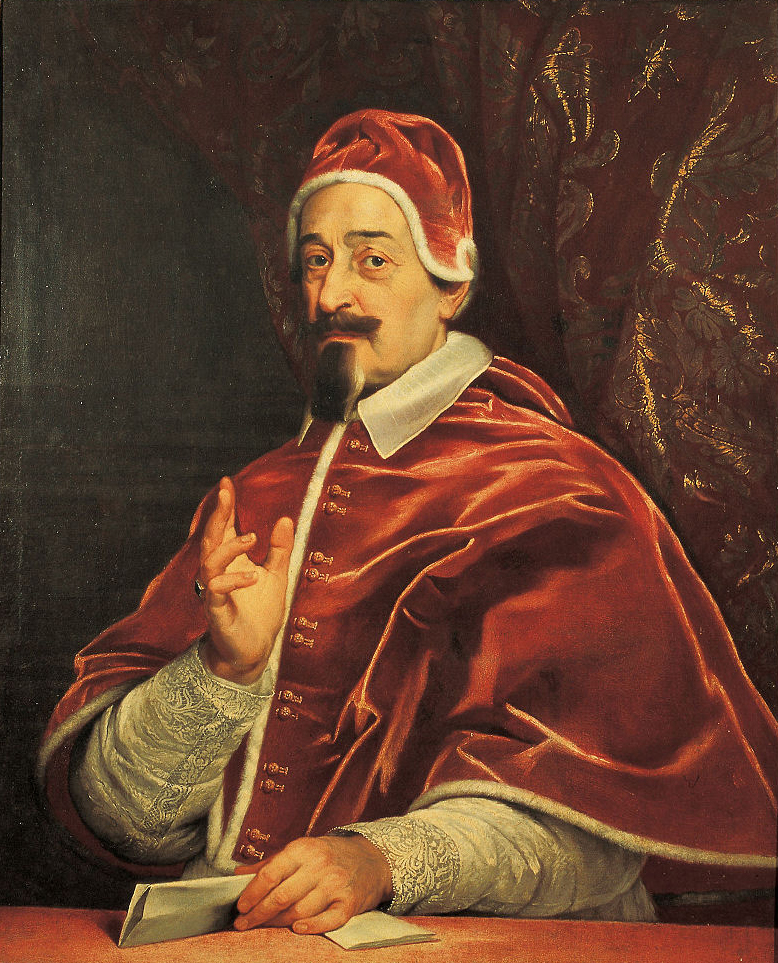
Alexander VII. in einem Gemälde von Giovanni Battista Gaulli

Der Sohn von Vincenzo, einem aus Palermo stammenden Architekten, der in die päpstliche Hauptstadt zog, und der Römerin Doralice Ridolfi wurde 1625 in Rom geboren. Seine erste Erwähnung erfolgte wegen einer kriminellen Episode: der Ermordung seines Nachbarn, eines gewissen Teodoro Leonelli, im Jahr 1649 wegen einer Frau, der ihn vor seinem Tod beschuldigt hatte, ihn mit einer Arkebuse getroffen zu haben.
Er musste aus Rom fliehen und wurde in Abwesenheit zu sieben Jahren Haft auf den Trieren (die Galeeren) und einer Geldstrafe verurteilt. Im Jahr 1656 ordnete der Gouverneur von Rom, Francesco Baranzoni, mit Zustimmung von Papst Alexander VII. an, über den Vorfall zu schweigen, und verpflichtete den 31-jährigen della Greca, eine Kaution zu zahlen und den Brüdern der Getöteten keinen Schaden zuzufügen oder sie zu beleidigen.
Kaum ein Jahr später, im Jahr 1657, taucht sein Name bereits in den Dokumenten der päpstlichen Verwaltung für die Erstellung von Holz- und Stuckmodellen der neuen Gebäude und, zusammen mit dem von Gian Lorenzo Bernini, für die Durchführung von Vermessungen und Gutachten auf.
Ein weiterer Beweis für seine Wertschätzung war, dass ihn die Familie Chigi beauftragte, den Palazzo Aldobrandini auf der Piazza Colonna (heute besser bekannt als Palazzo Chigi, Sitz des italienischen Ministerpräsidenten) vor dem Kauf zu begutachten und seine Restaurierung zu beurteilen. Die Familie Chigi, die mit der Arbeit von Felice zufrieden war, beauftragte ihn daraufhin, Lösungen und Pläne für die Ausführung der Arbeiten vorzuschlagen. In dieser Zeit, in der er zum vertrauenswürdigen Architekten der Familie wurde, arbeitete er auch an anderen römischen Gebäuden, die für Alexander VII. und die Familie Chigi von Interesse waren, wie dem Vatikanpalast auf dem Monte Cavallo (dem heutigen Quirinale) und dem Palazzo Chigi-Odescalchi auf der Piazza Santi Apostoli.
Auch nach dem Tod Alexanders VII. (22. Mai 1667) arbeitete della Greca trotz einiger finanzieller Streitigkeiten weiter für die Familie des Pontifex, manchmal in Zusammenarbeit mit Bernini und als „Gutachter und Vermesser“ des Haushalts.
Der einzige Sakralbau, der ihm vollständig zugeschrieben werden kann, ist die Kirche Santi Angeli Custodi aus dem Jahr 1673, die heute nicht mehr existiert. Sie wurde 1927 für die Verbreiterung der Via del Tritone abgerissen.
Im Jahr 1676 wurde er in die Accademia di San Luca aufgenommen, eine bedeutende Künstlervereinigung, die noch heute aktiv ist. Im folgenden Jahr, Anfang August, machte er sein Testament und äußerte den Wunsch, in der Kirche Santi Domenico e Sisto neben seinem Haus begraben zu werden. Wenige Tage später, am 18. August 1677, starb er im Alter von etwa zweiundfünfzig Jahren in seiner Heimatstadt.